# Briefmarken-Jahrgang 2010 der Bundesrepublik Deutschland

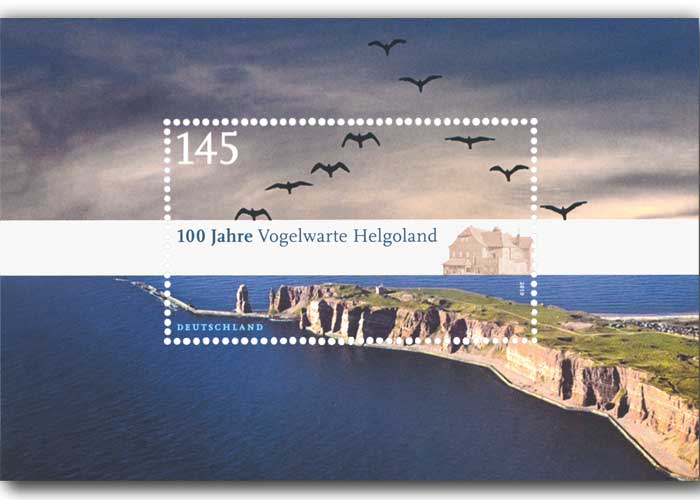
Gewinner: „Schönster Postwertzeichen-Block der Welt 2010“

Der Briefmarken-Jahrgang 2010 der Bundesrepublik Deutschland umfasst 53 Sondermarken, darunter eine Blockausgabe und eine Gemeinschaftsausgabe mit Argentinien. Zusätzlich wurden zwölf selbstklebende Sondermarken in Marken-Sets bzw. Marken-Boxen herausgegeben. Zu sechs Ausgaben wird es themengleiche 10-Euro-Silber-Gedenkmünzen geben. In der Dauermarkenserie Blumen gibt es mit dem Frauenschuh für 4,10 Euro eine neue Marke für den zum 1. Januar 2010 eingeführten neuen Preis eines „DHL Päckchen Deutschland“, sowie mit dem Maiglöckchen eine neue Marke für 45 Cent zur Freimachung einer Postkarte innerhalb Deutschlands, welche das wertgleiche Motiv Margerite aus dem Jahre 2005 ablöst. Die Wohlfahrtsmarken mit den Obstmotiven duften nach den abgebildeten Obstsorten. Ebenfalls wird der Standardwert für Briefe aus der Serie Blumen ab März in einem Markenset erscheinen, die nach den abgebildeten Rosen duften, wenn man an der Marke reibt.
Wie bereits beim vorherigen Jahrgang gibt es zwei Briefmarken mit aktuellem Anlass, deren Motive erst im laufenden Jahr bekannt gegeben wurden. Mitte Mai wurden für den 1. Juli die von Udo Lindenberg entworfenen Marken „Andrea Doria“ und „Sonderzug nach Pankow“ vorgestellt.

## Liste der Ausgaben und Motive
Legende
- Bild: Eine bearbeitete Abbildung der genannten Marke. Das Verhältnis der Größe der Briefmarken zueinander ist in diesem Artikel annähernd maßstabsgerecht dargestellt. Sollten keine Marken abgebildet sein, liegt es daran, dass das Urheberrecht des Künstlers noch nicht erloschen ist.
- Beschreibung: Eine Kurzbeschreibung des Motivs und/oder des Ausgabegrundes. Bei ausgegebenen Serien oder Blocks werden die zusammengehörigen Beschreibungen mit einer Markierung versehen eingerückt.
- Wert: Der Frankaturwert der einzelnen Marke in Eurocent. Ein „+“ bedeutet, dass es sich um eine Zuschlagsmarke handelt (= Frankaturwert + Spende).
- Ausgabedatum: Das Datum des erstmaligen Verkaufs dieser Briefmarke.
- Auflage: Soweit bekannt, wird hier die zum Verkauf angebotene Anzahl dieser Ausgabe angegeben.
- Entwurf: Soweit bekannt, wird hier angegeben, von wem der Entwurf dieser Marke stammt.
- Mi.-Nr.: Diese Briefmarke wird im Michel-Katalog unter der entsprechenden Nummer gelistet.

| Sondermarken | |                   |                       |                                                                                         |                                  |                 |
| Bild         | Beschreibung | Werte             | Ausgabe- datum (2010) | Auflage                                                                                 | Entwurf                          | Mi.-Nr.         |
|              | Serie: Für die Wohlfahrtspflege Obst mit Zuschlägen zugunsten der Bundesarbeitsgemeinschaft der Freien Wohlfahrtspflege e. V.: - Apfel (Duftstoffe: u. a. Benzylalkohol und Linalool) | 45+20             | 2. Januar             | 4.563.000 davon 74.000 auf ETB                                                          | Karen Scholz                     | 2769            |
|              | - Erdbeere (Duftstoff: u. a. d-Limonen) | 55+25             | 2. Januar             | 2.174.000 davon 74.000 auf ETB                                                          | Karen Scholz                     | 2770            |
|              | - Zitrone (Duftstoffe: u. a. d-Limonen und Citral) | 55+25             | 2. Januar             | 2.201.000 davon 74.000 auf ETB                                                          | Karen Scholz                     | 2771            |
|              | - Heidelbeere (Duftstoffe: u. a. d-Limonen und Linalool) | 145+55            | 2. Januar             | 5.044.000 davon 74.000 auf ETB                                                          | Karen Scholz                     | 2772            |
|              | 1100 Jahre Limburg an der Lahn Verwendet wurde das 1862 von George Clarkson Stanfield geschaffene Ölgemälde Limburg von Westen her gesehen | 145               | 2. Januar             | 5.410.000 davon 74.000 auf ETB                                                          | Susanne Oesterlee                | 2773            |
|              | Serie: Weltkulturerbe der UNESCO - 1000 Jahre St. Michaelis Hildesheim | 220               | 2. Januar             | 4.750.000 davon 74.000 auf ETB                                                          | Bianca Becker und Peter Kohl     | 2774            |
|              | 200 Jahre Museum für Naturkunde Berlin | 45                | 2. Januar             | 12.000.000 davon 74.000 auf ETB                                                         | Jünger + Michel                  | 2775            |
|              | Kulturhauptstadt 2010 Ruhr Der Schriftzug RUHR.2010 setzt sich aus Buchstaben und Ziffern aus der Region zusammen: „R“: Neonreklame, Essen; „U“: Dortmunder U, „h“: Schulhof-Graffiti, Essen; „r“: Zeche Zollverein; „2“: Stahlwerk, Landschaftspark Duisburg-Nord; „0“: Zinkfabrik Altenburg; „1“: Straßenschild B1 in Dortmund; „0“: Plastik Josef-Albers-Museum | 55                | 2. Januar             | 7.120.000 davon 74.000 auf ETB                                                          | Stefan Klein und Olaf Neumann    | 2776            |
|              | Serie: Für die Wohlfahrtspflege - Erdbeere selbstklebend aus Markenheftchen und Rolle | 55+25             | 2. Januar             | 11.807.000                                                                              | Karen Scholz                     | 2777 MH 81      |
|              | 1100 Jahre Limburg an der Lahn selbstklebend aus Folienblatt | 145               | 2. Januar             | 191.947.200                                                                             | Susanne Oesterlee                | 2778 FB 6       |
|              | Serie: Weltkulturerbe der UNESCO - 1000 Jahre St. Michaelis Hildesheim selbstklebend aus Markenheftchen | 220               | 2. Januar             | 32.700.000                                                                              | Bianca Becker und Peter Kohl     | 2779 MH 82      |
|              | 200 Jahre Museum für Naturkunde Berlin selbstklebend aus Folienblatt | 45                | 2. Januar             | 192.107.200                                                                             | Jünger + Michel                  | 2780 FB 5       |
|              | Serie: Für den Sport – Weltweite Sportereignisse zur Unterstützung der Stiftung Deutsche Sporthilfe: - Winter-Paralympics 2010 | 45+20             | 11. Februar           | 998.000 davon 74.000 auf ETB                                                            | Lutz Menze                       | 2781            |
|              | - Olympische Winterspiele 2010 | 55+25             | 11. Februar           | 1.019.000 davon 74.000 auf ETB                                                          | Lutz Menze                       | 2782            |
|              | Mensch ärgere Dich nicht | 55                | 11. Februar           | 6.000.000 davon 74.000 auf ETB                                                          | Henning Wagenbreth               | 2783            |
|              | Jüdischer Hochzeitsring Teil des Jüdischen Schatzes von Erfurt | 90                | 11. Februar           | 4.310.000 davon 74.000 auf ETB                                                          | Corinna Rogger                   | 2784            |
|              | Serie: „Deutsche Malerei“ - Angelika Kauffmann – Die verlassene Ariadne | 260               | 11. März              | 4.520.000 davon 74.000 auf ETB                                                          | Werner Hans Schmidt              | 2785            |
|              | Serie: Post – Mit guten Wünschen - Regenbogen | 55                | 11. März              | 4.360.000 davon 74.000 auf ETB                                                          | Johannes Graf                    | 2786            |
|              | - Schiff | 55                | 11. März              | 4.420.000 davon 74.000 auf ETB                                                          | Johannes Graf                    | 2787            |
|              | Serie: Für den Sport – Weltweite Sportereignisse zur Unterstützung der Stiftung Deutsche Sporthilfe: - Fußball-Weltmeisterschaft (motivgleich mit Mi.-Nr. 3095) | 55+25             | 8. April              | 1.154.000 davon 74.000 auf ETB                                                          | Lutz Menze                       | 2788            |
|              | - Eishockey-Weltmeisterschaft | 145+55            | 8. April              | 940.000 davon 74.000 auf ETB                                                            | Lutz Menze                       | 2789            |
|              | Serie: „Post“ – Mit guten Wünschen - Taube | 55                | 8. April              | 4.370.000 davon 74.000 auf ETB                                                          | Johannes Graf                    | 2790            |
|              | - Engel | 55                | 8. April              | 4.370.000 davon 74.000 auf ETB                                                          | Johannes Graf                    | 2791            |
|              | Briefmarkenblock – 100 Jahre Vogelwarte Helgoland | 145               | 8. April              | 2.600.000 davon 74.000 auf ETB                                                          | Elsenbach & Fienbork             | Block 77 2792   |
|              | 100 Jahre Vogelwarte Helgoland selbstklebend aus Rolle | 145               | 8. April              | 235.018.200                                                                             | Elsenbach & Fienbork             | 2793            |
|              | Serie: Für den Umweltschutz zur Unterstützung des Umweltschutzes - Meeresschutz – Robben | 55+25             | 6. Mai                | 1.107.000 davon 74.000 auf ETB                                                          | Thomas Serres                    | 2795            |
|              | Serie: „Europa“ – Kinderbücher - Lesender Teddybär | 55                | 6. Mai                | 5.900.000 davon 74.000 auf ETB                                                          | Grit Fiedler                     | 2796            |
|              | 200. Geburtstag Robert Schumann | 55                | 6. Mai G              | 6.600.000 davon 74.000 auf ETB                                                          | Karen Scholz                     | 2797            |
|              | Bienen | 55                | 6. Mai                | 5.800.000 davon 74.000 auf ETB                                                          | Thomas Serres                    | 2798            |
|              | Bienen selbstklebend aus Rolle und Markenheftchen | 55                | 6. Mai                | 378.610.000                                                                             | Thomas Serres                    | 2799            |
|              | Serie: Leuchttürme - Neuwerk | 45                | 10. Juni              | 10.500.000 davon 74.000 auf ETB                                                         | Johannes Graf                    | 2800            |
|              | - Falshöft | 55                | 10. Juni              | 8.100.000 davon 74.000 auf ETB                                                          | Johannes Graf                    | 2801            |
|              | 100. Geburtstag Konrad Zuse | 55                | 10. Juni G            | 6.000.000 davon 74.000 auf ETB                                                          | Stefan Klein, Olaf Neumann       | 2802            |
|              | Serie: Aktuelles – „Udo Lindenberg – Grußmarken“ - Andrea Doria | 45                | 1. Juli               | 6.500.000 davon 74.000 auf ETB                                                          | Udo Lindenberg und Victor Malsy  | 2803            |
|              | - „Sonderzug nach Pankow“ | 55                | 1. Juli               | 6.500.000 davon 74.000 auf ETB                                                          | Udo Lindenberg und Victor Malsy  | 2804            |
|              | 300 Jahre Porzellanherstellung in Deutschland (Meißener Porzellan) | 55                | 1. Juli G             | 6.600.000 davon 74.000 auf ETB                                                          | Nadine Nill                      | 2805            |
|              | Historische Postkutsche | 145               | 1. Juli               | 10.134.600 davon 5.300.000 aus Zehnerbogen und 4.834.000 aus Rolle davon 74.000 auf ETB | Nina Clausing                    | 2806            |
|              | Serie: Aktuelles – „Udo Lindenberg – Grußmarken“ - „Andrea Doria“ | 45                | 1. Juli               | 23.400.000                                                                              | Udo Lindenberg und Victor Malsy  | 2807 FB 9       |
|              | - „Sonderzug nach Pankow“ selbstklebend aus Folienblatt | 55                | 1. Juli               | 68.500.000                                                                              | Udo Lindenberg und Victor Malsy  | 2808 FB 10      |
|              | Serie: Für die Jugend – Historische Dampfschiffe zur Unterstützung der Stiftung Deutsche Jugendmarke e. V. - Schnelldampfer Deutschland | 45+20             | 12. August            | 1.001.000 davon 74.000 auf ETB                                                          | Werner Hans Schmidt              | 2809            |
|              | - Schnelldampfer Imperator | 55+25             | 12. August            | 1.000.000 davon 74.000 auf ETB                                                          | Werner Hans Schmidt              | 2810            |
|              | - Schnelldampfer Aller | 55+25             | 12. August            | 1.001.000 davon 74.000 auf ETB                                                          | Werner Hans Schmidt              | 2811            |
|              | - Schnelldampfer Columbus | 145+55            | 12. August            | 965.000 davon 74.000 auf ETB                                                            | Werner Hans Schmidt              | 2812            |
|              | 100. Geburtstag Mutter Teresa | 70                | 12. August            | 4.800.000 davon 74.000 auf ETB                                                          | Christof Gassner                 | 2813            |
|              | 75 Jahre Rekordflug Elly Beinhorn | 55                | 12. August            | 4.750.000 davon 74.000 auf ETB                                                          | Stefan Klein und Olaf Neumann    | 2814            |
|              | Frankfurter Buchmesse – Ehrengast Argentinien Gemeinschaftsausgabe mit Argentinien | 170               | 12. August            | 6.700.000 davon 74.000 auf ETB                                                          | Dario Martin Cánovas             | 2815            |
|              | 300 Jahre Porzellanherstellung in Deutschland (Meißener Porzellan) selbstklebend aus Folienblatt | 55                | 12. August            | 236.667.400                                                                             | Nadine Nill                      | 2816 FB 11      |
|              | Serie: Dienst am Nächsten - 150 Jahre Stiftung Behindertenwerk St. Johannes | 90                | 9. September          | 5.250.000 davon 74.000 auf ETB                                                          | Annegret Ehmke                   | 2817            |
|              | Serie: Für uns Kinder - Teddybär mit schlafendem Kind | 55                | 9. September          | 7.860.000 davon 74.000 auf ETB                                                          | Isabel Seliger                   | 2818            |
|              | Serie: Tag der Briefmarke - Schätze der Philatelie – Postplakat | 55                | 9. September          | 6.400.000 davon 74.000 auf ETB                                                          | Johannes Graf                    | 2819            |
|              | 200 Jahre Münchner Oktoberfest | 55                | 9. September          | 7.100.000 davon 74.000 auf ETB                                                          | Michael Kunter                   | 2820            |
|              | 20 Jahre Deutsche Einheit | 55                | 9. September G        | 7.950.000 davon 74.000 auf ETB                                                          | Barbara Dimanski                 | 2821            |
|              | 20 Jahre Deutsche Einheit selbstklebend aus Rolle | 55                | 9. September G        | 154.880.000                                                                             | Barbara Dimanski                 | 2822            |
|              | Serie: Fachwerkbauten in Deutschland - Oberdeutscher Fachwerkbau von 1582 in Eppingen | 45                | 7. Oktober            | 5.900.000 davon 74.000 auf ETB                                                          | Dieter Ziegenfeuter              | 2823            |
|              | - Niederdeutscher Fachwerkbau von 1734 in Trebel-Dünsche | 55                | 7. Oktober            | 5.800.000 davon 74.000 auf ETB                                                          | Dieter Ziegenfeuter              | 2824            |
|              | 100 Jahre Friedrich-Loeffler-Institut | 85                | 7. Oktober            | 5.850.000 davon 74.000 auf ETB                                                          | Kym Erdmann                      | 2825            |
|              | Erntedank | 55                | 7. Oktober            | 6.850.000 davon 74.000 auf ETB                                                          | Nicole Elsenbach, Frank Fienbork | 2826            |
|              | Serie: Post - „Engel“ - „Taube“ selbstklebend aus Folienblatt | je 55             | 2. November           | 79.900.000 + 79.900.000                                                                 | Johannes Graf                    | 2827+2828 FB 12 |
|              | Plusmarken-Serie: Weihnachten - Maria mit Jesuskind | 45+20             | 11. November          | 2.173.000 davon 74.000 auf ETB                                                          | Julia Warbanow                   | 2829            |
|              | - Die Anbetung der Könige | 55+25             | 11. November          | 4.203.000 davon 74.000 auf ETB                                                          | Julia Warbanow                   | 2830            |
|              | 750 Jahre Knappschaft | 145               | 11. November          | 4.150.000 davon 74.000 auf ETB                                                          | Gerhard Lienemeyer               | 2831            |
|              | 200. Geburtstag Fritz Reuter | 100               | 11. November          | 7.000.000 davon 74.000 auf ETB                                                          | Jens Müller und Karen Weiland    | 2832            |
|              | 175 Jahre Eisenbahnen in Deutschland | 55                | 11. November G        | 7.580.000 davon 74.000 auf ETB                                                          | Iris Utikal und Michael Gais     | 2833            |
|              | Alpine Skiweltmeisterschaften 2011 | 55                | 11. November G        | 7.000.000 davon 74.000 auf ETB                                                          | Heribert Birnbach                | 2834            |
| Dauermarken  | |                   |                       |                                                                                         |                                  |                 |
| Bild         | Beschreibung | Werte in Eurocent | Ausgabe- datum (2010) | Auflage                                                                                 | Entwurf                          | Mi.-Nr.         |
|              | Serie: Blumen - Frauenschuh | 410               | 2. Januar             | ?.???.000                                                                               | Stefan Klein und Olaf Neumann    | 2768            |
|              | - Gartenrose selbstklebend aus Folienblatt mit nach Rosen duftenden Marken (Duftstoffe: d-Limonen und Geraniol) | 55                | 1. März               | ?.???.000                                                                               | Stefan Klein und Olaf Neumann    | 2675 FB 7       |
|              | - Maiglöckchen | 45                | 6. Mai                | ?.???.000                                                                               | Stefan Klein und Olaf Neumann    | 2794            |

## Portokosten 2010
Portokosten (Auswahl) für Versand innerhalb Deutschlands
- 0,45 € – Postkarte
- 0,55 € – Standardbrief
- 0,90 € – Kompaktbrief
- 1,45 € – Großbrief
- 2,20 € – Maxibrief